# ユグル族
ユグル族（Yugur, Yughur）、またはユイグー族、ユーグ族（中国語: 裕固族; 漢語ピンイン: Yùgù Zú）は、中華人民共和国に居住するテュルク系・モンゴル系民族、中国政府によって認定された55個の少数民族の一つ。2000年の人口調査で人口が13,719人。
ユグル族は90%以上が甘粛省の粛南ユグル族自治県、少数が酒泉市黄泥堡裕固族郷に居住している。人種はモンゴロイドに属する。

## 歴史
テュルク諸語に属する西部ユグル語を使うユグル族はウイグル可汗国の崩壊後、モンゴリアから南下し甘粛地方に逃れてきた回鶻の一団の末裔と考えられている。この一団は「サリク・ウイグル(Sariγ Uyγur,「黄色いウイグル」の意)と称し、漢人からは「黄頭回鶻(『宋史』)」や「撒里畏兀児(『明史』)」、モンゴル人からは「シラ・ウイグル(Sira Uyiγur,『蒙古源流』)」或いは「シライグル(Sirayiγur,『アルタン・ハーン伝』)」と記録されていた。
この一団は甘粛の地（今日の甘粛省張掖市を中心）に甘州ウイグル王国（870年 - 1036年）を築き、大いに栄えた。宋代の歴史書には「黄頭回鶻」（回鶻はウイグルのこと）の名で記され、甘州ウイグル王国の人口は30万人に達し、住民はマニ教や仏教を信仰し、国中が寺院で埋め尽くされたという。しかし、激しい抵抗もむなしく、1028年から1036年まで続いた血を血で洗う戦い（当時のカシュガルの大学者マフムード・カーシュガリー(Mahmut Kashgari)は、この戦いでウイグルの血が流れる川のごとく注がれた、と述べている。）を経て、タングートの西夏王国に征服された。
やがてモンゴル帝国が興隆するとスブタイによってサリク・ウイグルのテギン・トゥメンは征服され、モンゴル帝国の支配下に入った。元代に入ると同地方にはチャガタイ系バイダカンが移住し、彼の子孫が「安定王」と称してサリク・ウイグル地方を支配するようになった。安定王家による支配は明代に入っても変わらず、安定王ブヤン・テムルが明朝に使者を派遣して帰順すると、明朝はサリク・ウイグル地方に安定衛・阿端衛・曲先衛・罕東衛という4つの羈縻衛所を設置した。
しかしこれらの衛所はエセン・ハーンの明朝侵攻(土木の変)による混乱によって半ばが廃止され、これ以後モグーリスタン・ハン国や北元の侵攻を受けるようになった。16世紀にはトゥメト部のアルタン・ハーンがサリク・ウイグルを討伐したことが記録されており、モンゴル諸語に属する東部ユグル語を使うユグル族は13世紀に中国の北部を侵略していたモンゴル人の一団の末裔、或いは16-17世紀のモンゴル人による侵攻によってモンゴル化した集団であると推測されている。
ユグル族は最終には1696年、康熙帝の治世に清朝に取り込まれた。

## 自治地方

### 自治県
- 甘粛省
  - 粛南ユグル族自治県

## 言語
ユグル族の内、4600人ほどがテュルク諸語に属する西部ユグル語、2800人ほどがモンゴル諸語に属する東部ユグル語を使う、また少数がチベット語を使うとの報告をもある。残りのユグル族は既に自分達の言語を失い漢語（中国語）を使っている。また、西部、東部ユグル語はともに文字を持たないため、文書記録用には主に漢字やチベット文字が使われた。

## 名前
現在彼らの公式名であるユグル族（裕固族）という名前は彼らの自称から来ている。テュルク系ではYogïr, またSarïg Yogïr, モンゴル系ではYogor または Šera Yogorとそれぞれ自称していた。Sarïg および Šera はともに「黄色の」を意味する。彼らの先祖は撒里畏兀児（サリ・ウイグル）、西喇堯乎児（シラ・ヨフル）と記された。また、俗称として黄番（Huángfān）や西番とも呼ばれた。番（蕃の代用字）は蛮と同じく未開の異民族の意味の他に、チベットの古称吐蕃に基づきチベット系民族を指すことがある。

## 文化
ユグル族は主に畜産業に従事している。
チベット仏教ゲルク派とシャーマニズムが混合して信仰される。